# My Bonnie/The Saints
My Bonnie/The Saints è un singolo discografico di Tony Sheridan e di The Beat Brothers, primo nome dei Beatles.

## Storia
Venne pubblicato nel 1961 dalla Polydor Records in Germania e, nel 1962, dalla Decca nel Nord America; nel 1963 venne pubblicato anche nel Regno Unito intestandolo a Tony Sheridan e The Beatles. Nel 1964 venne ripubblicato negli USA dalla MGM Records.
Fu in assoluto il primo singolo dei Beatles, anche se con un altro nome; venne pubblicato negli Stati Uniti e in Europa. Questo disco segnò la prima apparizione in assoluto dei Beatles in America. All'epoca, la formazione del gruppo era John Lennon, Paul McCartney, George Harrison e Pete Best.
Secondo quanto ricordato da Lennon, I brani erano cantati dal solo Sheridan mentre loro suonavano,

## Tracce
1. My Bonnie – 2:40 (tradizionale)
2. The Saints – 3:17 (tradizionale)

## Formazione
- Tony Sheridan: chitarra, voce
- John Lennon: chitarra
- George Harrison: chitarra
- Paul McCartney: basso elettrico
- Pete Best: batteria